# One Tower
One Tower (или 1 Tower; рус. Ван-тауэр) — строящийся многофункциональный небоскреб на участке № 1 ММДЦ «Москва-Сити».
Первоначальный проект башни высотой до 444 метров был разработан в 2017 году архитектурным бюро Сергея Скуратова по заказу принадлежащей Москве компании «Мосинжпроект» и предусматривал размещение жилых, торговых и офисных помещений. Несмотря на получение разрешений и начало нулевого цикла, реализация проекта была приостановлена и заморожена на стадии котлована.
В 2023 году участок и проект перешли к девелоперу MR Group. В 2025 году компания представила обновлённую архитектурную концепцию, разработанную главным архитектором Москвы Сергеем Кузнецовым совместно с архитектором Дмитрием Суховым (бюро GENPRO). Новый проект предполагает строительство овального двухбашенного здания высотой 379,1 метра, соединённого стеклянным мостом на уровне 83-го этажа. 
Завершение строительства запланировано на 2030 год. После ввода в эксплуатацию One Tower станет самым высоким зданием Москвы, самым высоким жилым зданием в Европе и вторым по высоте зданием в Европе после Лахта-центра в Санкт-Петербурге (462 м).

## История
Планы строительства небоскрёба на участке между Выставочным переулком и 1-м Красногвардейским проездом в «Москва-Сити» появились впервые в 2015 году. Тогда принадлежащая правительству Москвы инжиниринговая компания «Мосинжпроект» планировала возвести офисно-гостиничный комплекс площадью 275 тыс. м², требовавший, по оценкам, $500 млн. Однако уже в следующем году власти Москвы заморозили проект из-за неблагоприятной экономической ситуации и низкого спроса на офисы и апартаменты.

### Первый проект
В октябре 2017 года «Мосинжпроект», оставшийся заказчиком, заключил договор с ООО «Инвестпрофи» (структура Capital Group, ранее построившая башни «ОКО» и «Город столиц») на разработку архитектурной концепции жилого небоскрёба. В рамках конкурса, проведённого в том же году, основными параметрами проекта стали высота 350 метров и необходимость вписать здание в узкий вытянутый участок. Среди участников были американское бюро SOM (авторы комплекса «Око») и Сергей Чобан (комплекс «Федерация» и Neva Towers). Победу одержало бюро Сергея Скуратова. По словам архитектора, здание напоминало парус или крыло самолёта, и должно было состоять из двух объёмов: 18-этажного стилобата шириной всего 32 метра с торговыми и офисными помещениями и трапециевидной башни с квартирами. Позже, по настоянию Скуратова, высоту увеличили сначала до 404, затем до 445 м. По словам архитектора, были идеи довести её до 465 м, чтобы превзойти петербургский Лахта-центр (462 м), но расчёты показали значительное усложнение и удорожание проекта Проект стал номинантом «Архитектурной премии Москвы 2021».
В апреле 2018 году «Мосинжпроект» объявил конкурс на проектирование и авторский надзор стоимостью 1,45 млрд рублей, но из-за единственной заявки от «Инвестпрофи» он был признан несостоявшимся. Тогда же вице-мэр по вопросам градостроительной политики и строительства Марат Хуснуллин высказался, что в башне могла бы разместиться штаб-квартира «Мосинжпроекта», а работы на площадке могут стартовать уже «в ближайшие месяцы».

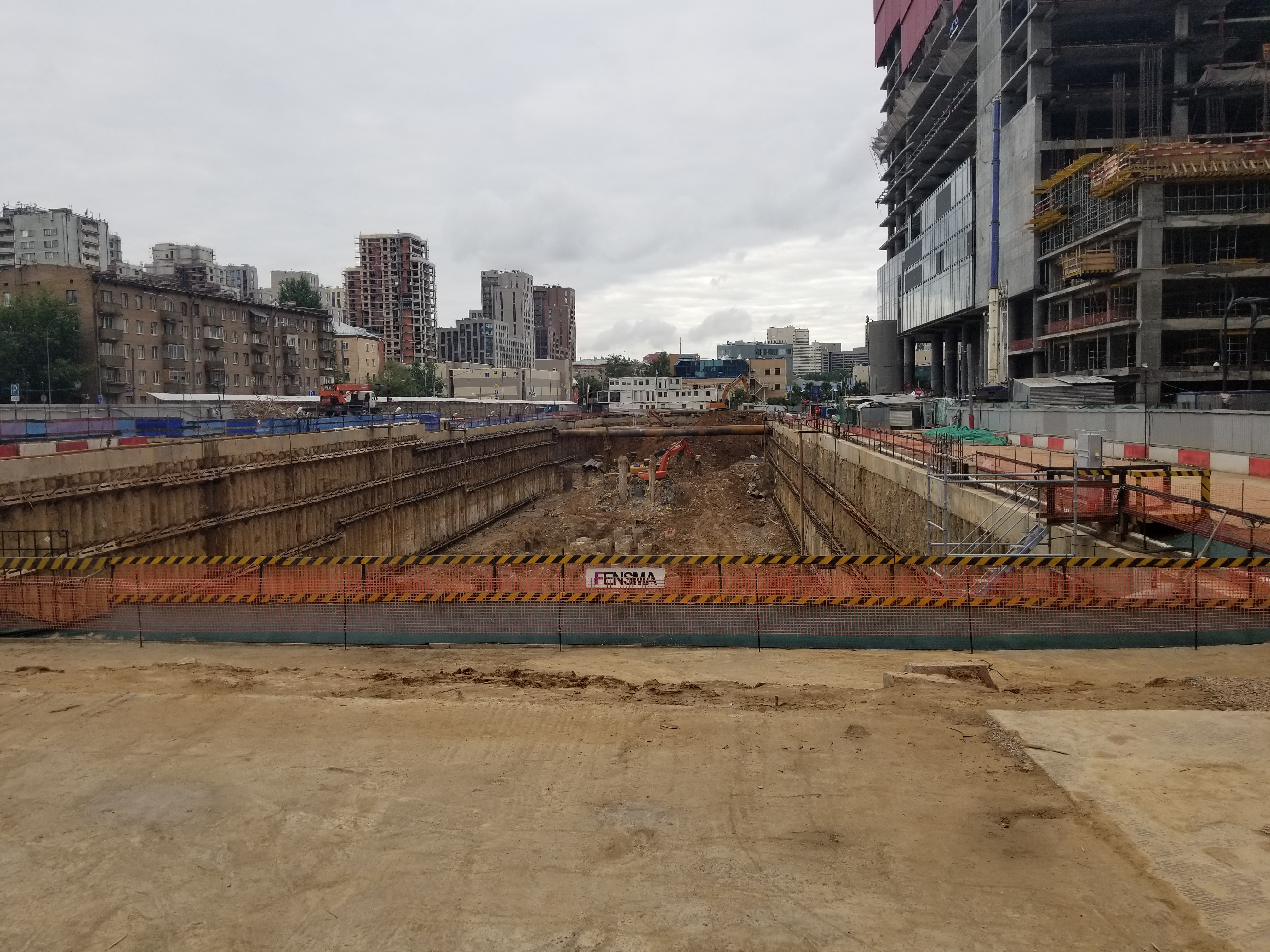
Обустройство котлована (июль 2020)

В июле 2018 года Мосгосстройнадзор выдал разрешение на строительство 104-этажного здания высотой 405 м, включавшего 1417 квартир и подземную парковку на 321 машину. Планировалось, что в здании будут жить 2200 и работать 6100 человек.
В октябре 2018 года была расчищена площадка под строительство, а в декабре объявлен конкурс на обустройство свайного поля стоимостью 5,55 млрд рублей. Заявки подали «Инвестпрофи» и «Эста Констракшен», но конкурс признали несостоявшимся из-за несоответствия конкурсной документации у второй компании.
В марте 2019 года был представлен проект башни высотой 444 метра с 110 этажами и 1623 квартирами В июле того же года заммэра Москвы по строительству Марат Хуснуллин заявил, что строительство «будет завершено в течение пяти лет». На тот момент стоимость реализации проекта оценивалась в 30 млрд рублей. В июле 2019 заместитель гендиректора «Мосинжпроекта» Альберт Суниев оценивал необходимые инвестиции в проект в 49 млрд рублей и упоминал переговоры со «Сбербанком» как возможным соинвестором. Тогда же планировалось до конца года определиться с генподрядчиком строительства.
К 2021 году завершили работы нулевого цикла: устройство котлована, свайного основания и ограждения Однако дальше строительство не продвинулось. Сроки ввода неоднократно переносились.

### Второй проект
В ноябре 2023 года MR Group приобрела у департамента имущества Москвы 100 % компании — владельца участка № 1. По мнению экспертов, это было частью сделки с передачей городу площадей в строящемся MR Group комплексе iCITY рядом с «Сити».
В июле 2025 был представлен новый архитектурный проект One Tower. Автором нового проекта стал главный архитектор Москвы Сергей Кузнецов совместно с архитектором Дмитрием Суховым из бюро GENPRO. В процессе доработки проекта высота комплекса уменьшилась с 415 м до 379,1 м. Новая концепция отличается овальной двухбашенной формой: две вертикальные объёмные части небоскрёба высотой до 90 этажей будут соединены между собой стеклянным мостом на уровне 83-го этажа. На уровне 85-го этажа (~338 м от земли) запланирован парк площадью около 1000 м², который может стать самым высоко расположенным парком в Европе. Общая площадь комплекса — 294,3 тыс. м².
В башне предусмотрено 1417 квартир (~100 тыс. м² жилой площади) с 36-го по 90-й этажи. С 85-го уровня начнутся двухуровневые пентхаусы с террасами. Офисные площади (~40 тыс. м²) займут этажи с 5-го по 30-й. На 2-4 этажах разместятся торгово-развлекательные и инфраструктурные зоны, а первый этаж займут лобби и входные группы. Под землёй разместятся паркинг и технические помещения.
На июль 2025 года технический проект небоскрёба прошёл стадию согласований и утверждён городскими властями. Ведутся подготовительные работы по укреплению ранее заложенного свайного основания и котлована перед началом возведения надземной части. Сдача объекта ожидается в 2030 году.